# Гнезденца
„Гнезденца“ (на чешки: Pelíšky) е чешки филм от 1999 година, трагикомедия на режисьора Ян Хржебейк по негов сценарий в съавторство с Петър Ярховски, базиран на романа „Hovno hoří“ (1994) от Петър Шабах.
В центъра на сюжета са две съседски семейства, на офицер от армията и упорит антикомунист, чиито битови конфликти се обезсмислят от окупацията на Чехословакия от Варшавския договор през 1968 година. Главните роли се изпълняват от Иржи Кодет, Мирослав Донутил, Михаел Беран, Кристина Новакова.